# Hatchiana sanoi
Hatchiana sanoi is een keversoort uit de familie soldaatjes (Cantharidae). De wetenschappelijke naam van de soort werd in 2001 gepubliceerd door Imasaka.